# Comuna Crișeni, Sălaj
Crișeni (în maghiară: Cigány) este o comună în județul Sălaj, Transilvania, România, formată din satele Cristur-Crișeni, Crișeni (reședința) și Gârceiu.

## Demografie
Componența etnică a comunei Crișeni
     Români (64,91%)
     Maghiari (20,72%)
     Romi (6,79%)
     Alte etnii (0,15%)
     Necunoscută (7,43%)
Componența confesională a comunei Crișeni
     Ortodocși (63,74%)
     Reformați (22,43%)
     Penticostali (1,26%)
     Alte religii (3,88%)
     Necunoscută (8,69%)
Conform recensământului efectuat în 2021, populația comunei Crișeni se ridică la 3.326 de locuitori, în creștere față de recensământul anterior din 2011, când fuseseră înregistrați 2.641 de locuitori. Majoritatea locuitorilor sunt români (64,91%), cu minorități de maghiari (20,72%) și romi (6,79%), iar pentru 7,43% nu se cunoaște apartenența etnică. Din punct de vedere confesional, majoritatea locuitorilor sunt ortodocși (63,74%), cu minorități de reformați (22,43%) și penticostali (1,26%), iar pentru 8,69% nu se cunoaște apartenența confesională.

## Politică și administrație
Comuna Crișeni este administrată de un primar și un consiliu local compus din 13 consilieri. Primarul, Vasile-Călin Morar[*], de la Partidul Național Liberal, este în funcție din 2016. Începând cu alegerile locale din 2024, consiliul local are următoarea componență pe partide politice:
|  | Partid                                 | Consilieri | Componența Consiliului | Componența Consiliului | Componența Consiliului | Componența Consiliului | Componența Consiliului | Componența Consiliului |
|  | -------------------------------------- | ---------- | ---------------------- | ---------------------- | ---------------------- | ---------------------- | ---------------------- | ---------------------- |
|  | Partidul Național Liberal              | 6          |                        |                        |                        |                        |                        |                        |
|  | Partidul Social Democrat               | 4          |                        |                        |                        |                        |                        |                        |
|  | Uniunea Democrată Maghiară din România | 3          |                        |                        |                        |                        |                        |                        |

## Atracții turistice
- Biserica reformată din satul Cristur-Crișeni, construcție secolul al XVI-lea, monument istoric
- Situl arheologic de la Crișeni (așezare datată în neolitic)
- Ștrandul termal din satul Crișeni

## Personalități născute aici
- Dániel Gecse (1768 - 1824), medic, filantrop;
- Vlad Morar (n. 1993), fotbalist.